# Рейхскомиссариат Остланд

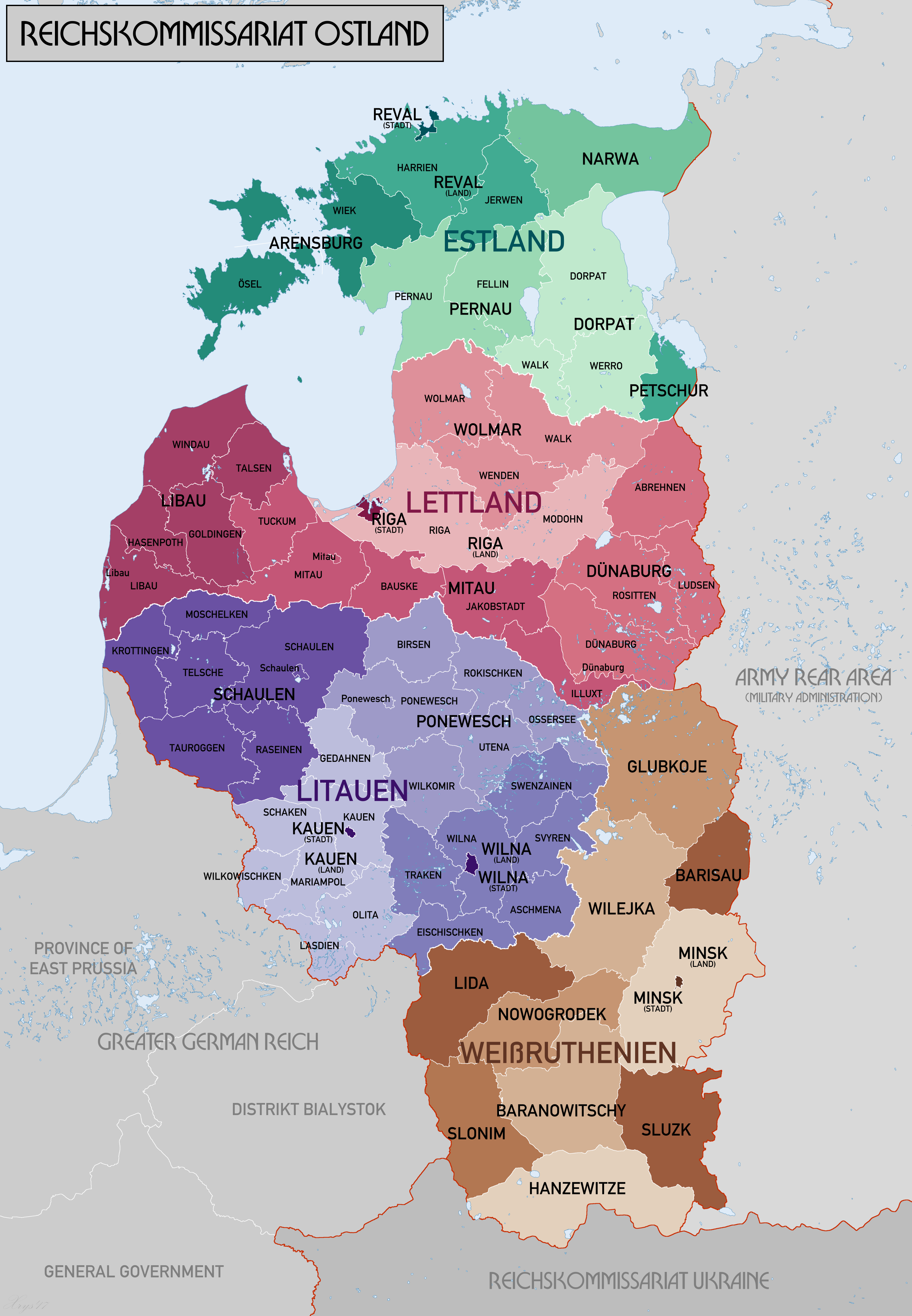
Административно-территориальное деление Остланда

В 1941 году нацистская Германия создала Рейхскомиссариат Остланд (RKO) со столицей в Риге, в качестве гражданского оккупационного режима в Прибалтике (Эстонии, Латвии и Литве), северо-восточной части Польши и западной части Белорусской ССР во время Второй мировой войны. Первоначально он также был известен как Reichskommissariat Baltenland («Балтийская земля»). Политической организацией на этой территории после первоначального периода оккупации до её создания была гражданская администрация Германии, номинально подчинявшаяся имперскому министерству оккупированных восточных территорий (нем. Reichsministerium für die besetzten Ostgebiete) под руководством нацистского идеолога Альфреда Розенберга, но фактически под контролем нацистского чиновника Генриха Лозе, который был назначен рейхскомиссаром.
Основными политическими целями Немецкого рейхскомиссариата, сформулированными министерством в рамках национал-социалистической политики Адольфа Гитлера на Востоке, были полное уничтожение еврейского населения, а также переселение этнических немцев в Лебенсраум, изгнание части коренного населения и германизация остальной части населения. Эта политика распространялась не только на рейхскомиссариат Остланд, но также и на другие оккупированные немцами советские территории. В результате использования Айнзацгрупп А и Б при активном участии местных вспомогательных сил в рейхскомиссариате Остланде было убито более миллиона евреев. Политика германизации, основанная на Генеральном плане Ост, в дальнейшем будет осуществляться на основе ряда специальных указов и руководящих принципов для общих планов заселения Остланда.
В 1944 году Красная армия постепенно захватила большую часть территории рейхскомиссариата, но Вермахт выстоял в курляндском котле. С окончанием войны в Европе и разгромом Германии в 1945 году Рейхскомиссариат прекратил свое существование.
Не следует путать Остланд с Обер Остом, которая играла с ней схожую роль в качестве оккупирующей державы на Балтийских территориях, завоеванных Германией в Первую мировую войну.

## Административная структура
Рейхскомиссариат Остланд включал в себя четыре генеральных округа, во главе которых стояли генеральные комиссары:
- Генеральный округ Белоруссия (нем. General Bezirk Weißruthenien), центр в Минске (генеральный комиссар Вильгельм Кубе, затем после его убийства Курт фон Готберг). С 1943 на территории генерального округа действовала назначаемая генеральным комиссаром Белорусская центральная рада (председатель Р. Островский), в ведении которой формально находилась армия (Белорусская краевая оборона, командир Ф. Кушель) и вспомогательная полиция (Белорусская народная самопомощь). 1 апреля 1944 года особым указом Гитлера округ был выделен из состава рейхскомиссариата, став отдельной администрацией в подчинении непосредственно Берлину, а за несколько дней до ликвидации округа Белорусская центральная рада объявила себя правительством независимого государства[5].
- Генеральный округ Литва (нем.  Litauen), центр в Каунасе (генеральный комиссар Теодор Адриан фон Рентельн). Марионеточный Национальный доверительный совет возглавлял генерал П. Кубилюнас. Прогерманскую позицию в Литве отстаивала Ассоциация железных волков.
- Генеральный округ Латвия (нем. Lettland), центр в Риге (генеральный комиссар Отто-Генрих Дрехслер). Для борьбы против СССР на территории Латвии был создан Латышский легион, куда вошли две латышские дивизии СС (15-я и 19-я гренадерские дивизии).
- Генеральный округ Эстония (нем. Estland), центр в Ревеле (Таллине) (генеральный комиссар Карл Зигмунд Лицман). На территории Эстонии действовали национальные вооружённые формирования Омакайтсе, на базе которых в конце войны была создана эстонская дивизия СС.

Помимо наместников — немецких генеральных комиссаров — в округах были созданы местные администрации, во главе которых стояли:
- Литва — генеральный советник генерал Пятрас Кубилюнас
- Латвия — генеральный директор генерал Оскарс Данкерс
- Эстония — национальный директор Хяльмар Мяэ
- Белоруссия — президент БЦР Радослав Островский

По состоянию на 1944 год, административно-территориальное деление рейхскомиссариата выглядело следующим образом:
| Генеральный округ Эстония (Generalbezirk Estland) | Генеральный округ Латвия (Generalbezirk Lettland) | Генеральный округ Литва (Generalbezirk Litauen) | Генеральный округ Белоруссия (Generalbezirk Weißruthenien) |
| --- | --- | --- | --- |
| 1. Аренсбург (Arensburg, Курессааре) 2. Дорпат (Dorpat, Тарту) 3. Нарва (Narwa) 4. Пернау (Pernau, Пярну) 5. Печур (Petschur, Печоры) 6. Реваль-штадт (Reval-Stadt, Таллин) 7. Реваль-ланд (Reval-Land) | 1. Дюнабург (Dünaburg, Даугавпилс) 2. Либау (Libau, Лиепая) 3. Митау (Mitau, Елгава) 4. Рига-штадт (Riga-Stadt) 5. Рига-ланд (Riga-Land) 6. Вольмар (Wolmar, Валмиера) | 1. Кауэн-штадт (Kauen-Stadt, Каунас) 2. Кауэн-ланд (Kauen-Land) 3. Поневеш-ланд (Ponewesch-Land, Паневежис) 4. Шаулен (Schaulen, Шяуляй) 5. Вильна-штадт (Wilna-Stadt, Вильнюс) 6. Вильна-ланд (Wilna-Land) | 1. Борисов (Barisau) 2. Барановичи (Baranowitschi) 3. Глубокое (Glubokoje) 4. Ханцевиц (Hanzewitz, Ганцевичи) 5. Лида (Lida) 6. Минск-штадт (Minsk-Stadt) 7. Минск-ланд (Minsk-Land) 8. Новогродек (Nowogrodek, Новогрудок) 9. Слоним (Slonim) 10. Слуцк (Sluzk) 11. Вилейка (Wilejka) |